# مرده‌دزد
«مرده‌دزد» (انگلیسی: The Body Snatcher) داستانی کوتاه در ژانر ترس و وحشت از نویسنده مشهور اسکاتلندی رابرت لویی استیونسن است. این کتاب نخستین مرتبه در دسامبر سال ۱۸۸۴ منتشر گردید. شخصیت‌های اصلی این رمان برگرفته از ماجراهای واقعی جنایات دو قاتل به نام‌های ویلیام بورک و ویلیام هر می‌باشد که انگیزهٔ آنها فروش اجساد به یک آناتومیست به نام دکتر ناکس بود. پرونده آنها مشهور به قتل‌های بورک و هر از جنجالی‌ترین پرونده‌های سده ۱۸ اسکاتلند بود.